# Phố Hồ Hoàn Kiếm

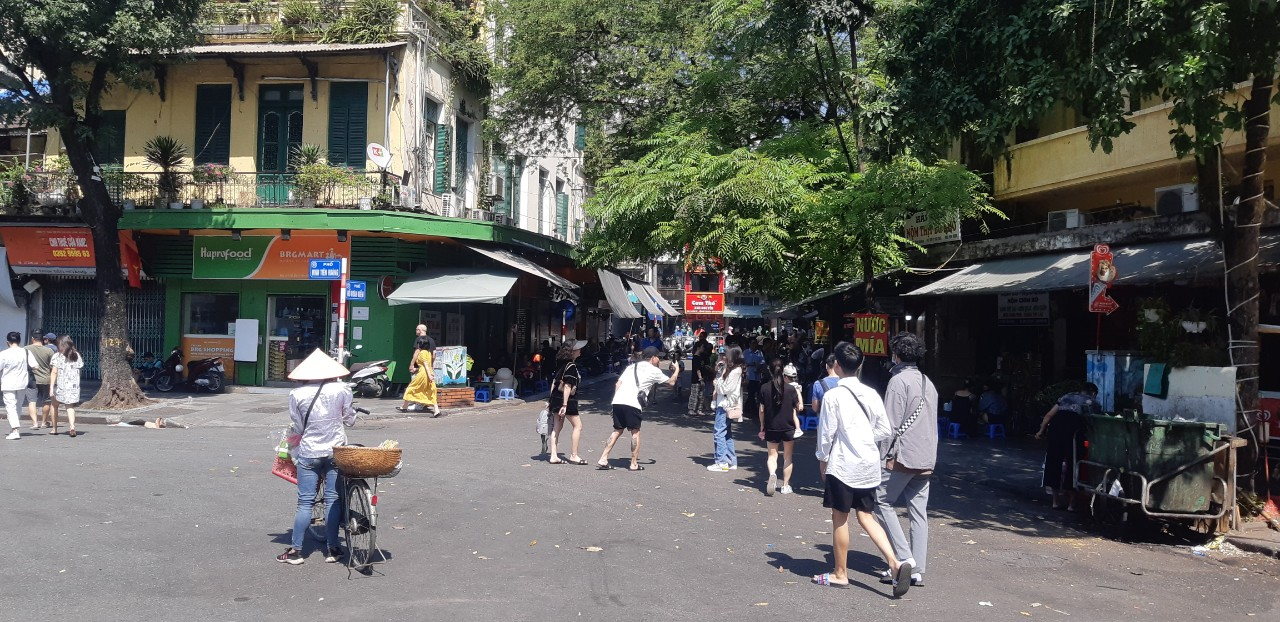
Một góc phố phố Hồ Hoàn Kiếm.

Phố Hồ Hoàn Kiếm là một phố thuộc phường Hoàn Kiếm, Hà Nội, nối từ phố Cầu Gỗ đến phố Đinh Tiên Hoàng. Phố Hồ Hoàn Kiếm hiện được coi là con phố ngắn nhất trong thành phố.

## Vị trí
Phố Hồ Hoàn Kiếm được xem là đường phố ngắn nhất Hà Nội với chiều dài 52 m, ước lượng chỉ tương đương 50 bước chân của một người trưởng thành. Con phố này hiện thuộc phường Hoàn Kiếm, nối dài từ phố Cầu Gỗ đến phố Đinh Tiên Hoàng và thông ra Hồ Gươm. Ngoài phố này còn có phố Nguyễn Xí, phố Nguyễn Trung Ngạn hay phố Đông Mác độ dài cũng chỉ dao động khoảng hơn 52 m đến 60 m.

## Lịch sử
Trong quá khứ, phố nằm trên địa phận thôn Tả Vọng, tổng Hữu Túc, huyện Thọ Xương cũ. Thời Pháp thuộc, phố có tên gọi là Rue de la Philharmonique (hay phố Hội Nhạc), theo tên của một điểm ca nhạc và chiếu bóng lúc đó, nay là Nhà hát múa rối Thăng Long. Con phố được tạo ra nhờ việc lấp con ngòi thông hồ Thái Cực (hay hồ Hàng Đào). Người dân khi đó cũng quen gọi phố là ngõ Hàng Chè. Đến sau 1949, phố được đổi tên thành phố Hồ Hoàn Kiếm, một địa danh nổi tiếng ở Hà Nội, khác với những con phố khác đặt tên theo danh nhân hay tên có nguồn gốc từ dân gian.
Con phố được biết đến với Hiệu sách Bờ Hồ đặt trên khu phố, cùng với đó là các cửa hàng bán đồ lưu niệm. Những số nhà trên phố Hồ Hoàn Kiếm sở hữu sự khác biệt khi chỉ năm ngôi nhà ở một bên là có số nhà chung ghi tên phố, nhưng những căn nhà phía đối diện lại là số phụ của tòa nhà hướng ra mặt phố Đinh Tiên Hoàng hoặc phố Cầu Gỗ. Tính đến năm 2024, có tổng cộng 8 hộ dân sinh sống nơi đây, chủ yếu ở từ tầng 2 trở lên còn tầng đầu dành để luân phiên buôn bán. Tại phố này có khá nhiều các quán ăn đường phố bán bánh bột lọc, nem chua rán, nem cuốn... đặc biệt là "đặc sản" nộm bò khô xuất hiện từ những năm 1954 tại các gánh hàng rong do người Hoa bán, thu hút nhiều du khách và người dân thủ đô. Báo VnExpress đã viết một bài riêng về con phố này như là "một trong những địa chỉ ẩm thực bạn nên ghé khi có dịp ở Hà Nội". Phố Hồ Hoàn Kiếm cũng là một trong 16 tuyến phố đi bộ dịp cuối tuần của Hà Nội.